# Rob Roy (film fra 1922)
Rob Roy er en britisk stumfilm fra 1922 af W. P. Kellino.

## Medvirkende
- David Hawthorne som Rob Roy MacGregor
- Gladys Jennings som Helen Campbell
- Simeon Stuart som James Graham
- Wallace Bosco som James Grahame
- Alec Hunter
- Tom Morris som Sandy